# Orlando Enamorado

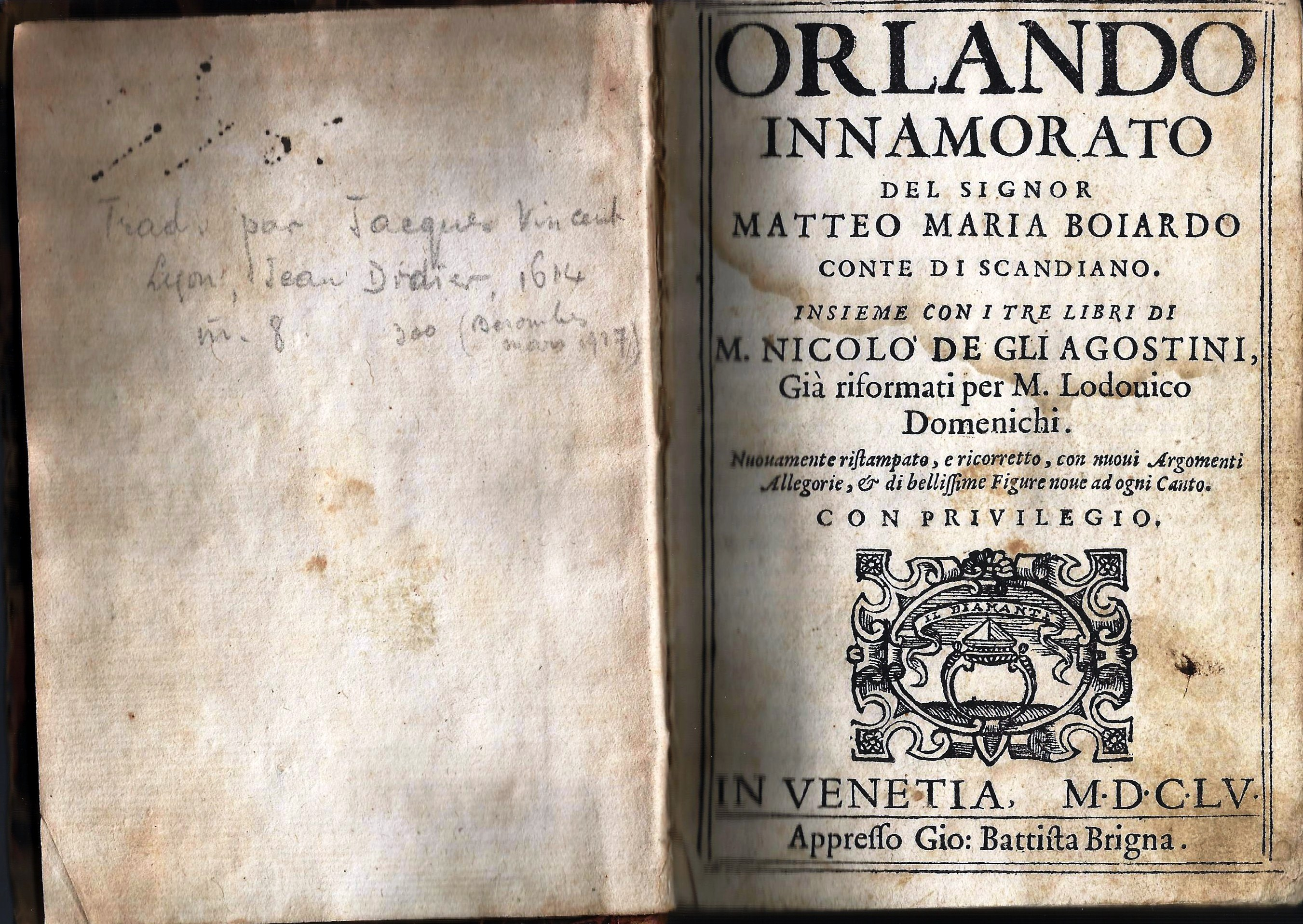
Edição de 1655 por Giovanni Battista Brigna, Veneza.

Orlando Enamorado ([orˈlando innamoˈraːto]; em italiano:  Orlando innamorato) é um poema épico renascentista escrito pelo poeta italiano Matteo Maria Boiardo (1441–1494).
Boiardo começou a escrever sua obra em 1476, mas morreu antes de poder terminá-la. O poema é escrito em oitava rima (com estrutura ABABABCC) e contém 68 cantos e meio. Os últimos versos informam que o autor teve de interromper sua narração devido à invasão da Itália por Carlos VIII de França. A obra foi publicada pela primeira vez em 1495 e ganhou várias edições no século XVI; em tempos modernos foi editada pela primeira vez em 1830, na Itália.
Os primeiros dois livros foram publicados em algum momento entre 1482 e 1483, provavelmente por Pietro Giovanni di San Lorenzo em Régio; mas todas as cópias foram perdidas.
No século XVI, o Orlando enamorado de Boiardo ganhou uma continuação escrita pelo poeta italiano Ludovico Ariosto, Orlando furioso.

## Sinopse

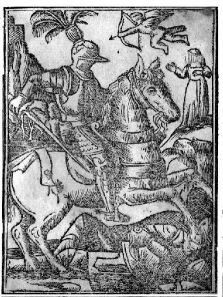
Uma ilustração do livro

A obra, de estrutura muito complexa, trata das aventuras cavalheirescas de Orlando (o Rolando da Canção de Rolando), Reinaldo de Montalvão e outros paladinos de Carlos Magno, misturando influências do ciclo carolíngio da Matéria de França e da Matéria da Bretanha com temas da própria criação de Boiardo.
Angélica, bela filha do rei de Cataio (identificado como a China), chega à corte de Carlos Magno com seu irmão Argalia. Todos os cavaleiros são atraídos por sua beleza, incluindo Orlando e seu primo Reinaldo (Ranaldo). Durante um torneio, no qual participam cristãos e pagãos, Angélia oferece a si mesma como prêmio para o cavaleiro que derrotar seu irmão. Argalia, que é excelente cavaleiro, não é derrotado por ninguém até que o cavaleiro pagão Ferrabrás (Ferraguto, Ferraù) consegue matá-lo. Angélica foge, sendo perseguida por vários paladinos francos, especialmente Orlando e Reinaldo. Na floresta de Ardenne, Angélica bebe da fonte do amor, enquanto Reinaldo bebe da fonte do ódio. Angélica pede então ao mago Malagigi que rapte Reinaldo; o mago captura-o e o leva a uma ilha encantada. Angélica retorna a Catai, onde é cercada pelo rei Agricane, outro dos seus admiradores, na fortaleza de Albraccà. Orlando chega a Catai e consegue matar o rei atacante e libera Angélica. Reinaldo, liberado da ilha onde esteve preso, tenta convencer Orlando a voltar à Europa, e os dois lutam ferozmente.
Enquanto isso, o rei sarraceno Agramante cerca Paris à cabeça de um enorme exército, que inclui os guerreiros Ferrabrás, Rodomonte, Gradasso e outros. O objetivo do rei sarraceno é vingar a morte de seu pai Troiano, morto por Orlando. Reinaldo retorna à França perseguido por Angélica, ainda sob o encanto da fonte do amor; Angélica, por sua vez, é seguida pelo enamorado Orlando. De volta à floresta de Ardenne, Reinaldo e Angélica bebem das fontes contrárias, de maneira que Reinaldo apaixona-se pela princesa novamente; Orlando e Reinaldo duelam por Angélica. Na França, Carlos Magno decide entregar a princesa ao duque Namo, oferecendo-a ao guerreiro que lutar mais valorosamente contra os atacantes infiéis. Numa história paralela, o cavaleiro sarraceno Rogério e a irmã de Reinaldo, Bradamente, apaixonam-se. A narrativa é abruptamente interrompida nesse ponto.